# Digitalis pelia
Digitalis pelia là một loài thực vật có hoa trong họ Mã đề. Loài này được Zerbst & Bocquet mô tả khoa học đầu tiên năm 1975.